# Réserve naturelle nationale de Saint-Martin
La réserve naturelle nationale de Saint-Martin (RNN143) est une réserve naturelle nationale française de l'ile de Saint-Martin. Créée officiellement par décret ministériel en 1998 (sous la ministre Dominique Voynet), elle s’étend au nord-est de l'île sur 3 054 hectares avec une partie maritime de 2 796 hectares et une partie terrestre de 164 hectares.

## Localisation

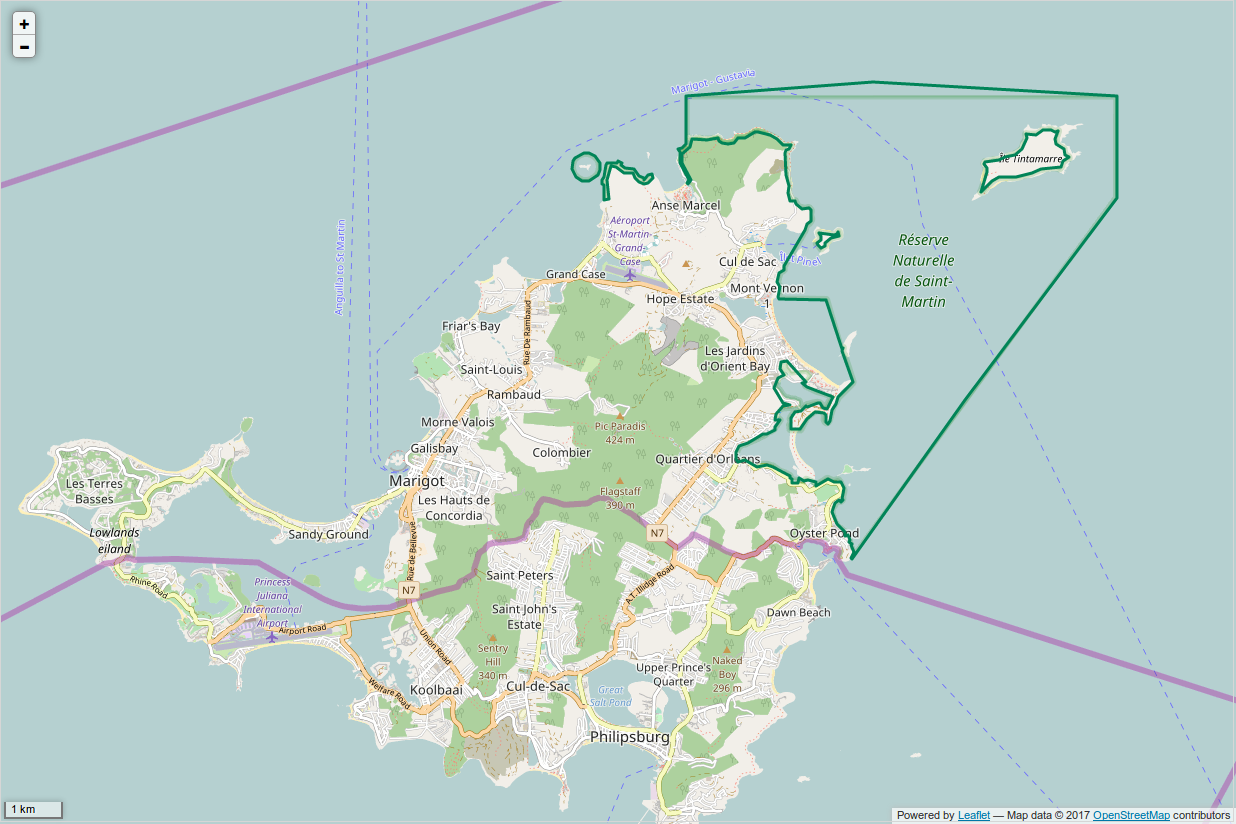
Périmètre de la réserve naturelle.

Le territoire de la réserve naturelle se trouve au nord-est de l'ile de Saint-Martin. Il occupe une surface de 3 054 ha qui comprend une partie terrestre de 154 ha, une partie lacustre de 104 ha et une partie maritime de 2 796 hectares. Outre le Rocher Créole, l'île Tintamarre, l'île Pinel, le Rocher de l'Anse Marcel, les îles Petite Clef et Caye verte, il comprend une zone maritime délimitée par 6 bouées, ainsi que le domaine public maritime des Salines d'Orient et de l'Étang aux poissons.

## Histoire du site et de la réserve
L'initiative de créer une réserve naturelle maritime et littorale est apparue en 1981 par une initiative personnelle relayée par les associations « Oualichi » puis « Action-Nature ». En 1992, par la volonté d'un sous-préfet a lieu une première réunion de l'Observatoire de l'environnement qui définit une liste de lieux à protéger. Une procédure de classement est alors lancée qui aboutit en 1998 au décret de réserve naturelle marine nationale (RNMN).

## Écologie (biodiversité, intérêt écopaysager…)
On trouve sur le site 5 écosystèmes principaux : forêt sèche littorale (formations xérophiles), mangroves et étangs pour la partie terrestre, récifs coralliens et herbiers de phanérogames pour la partie maritime.

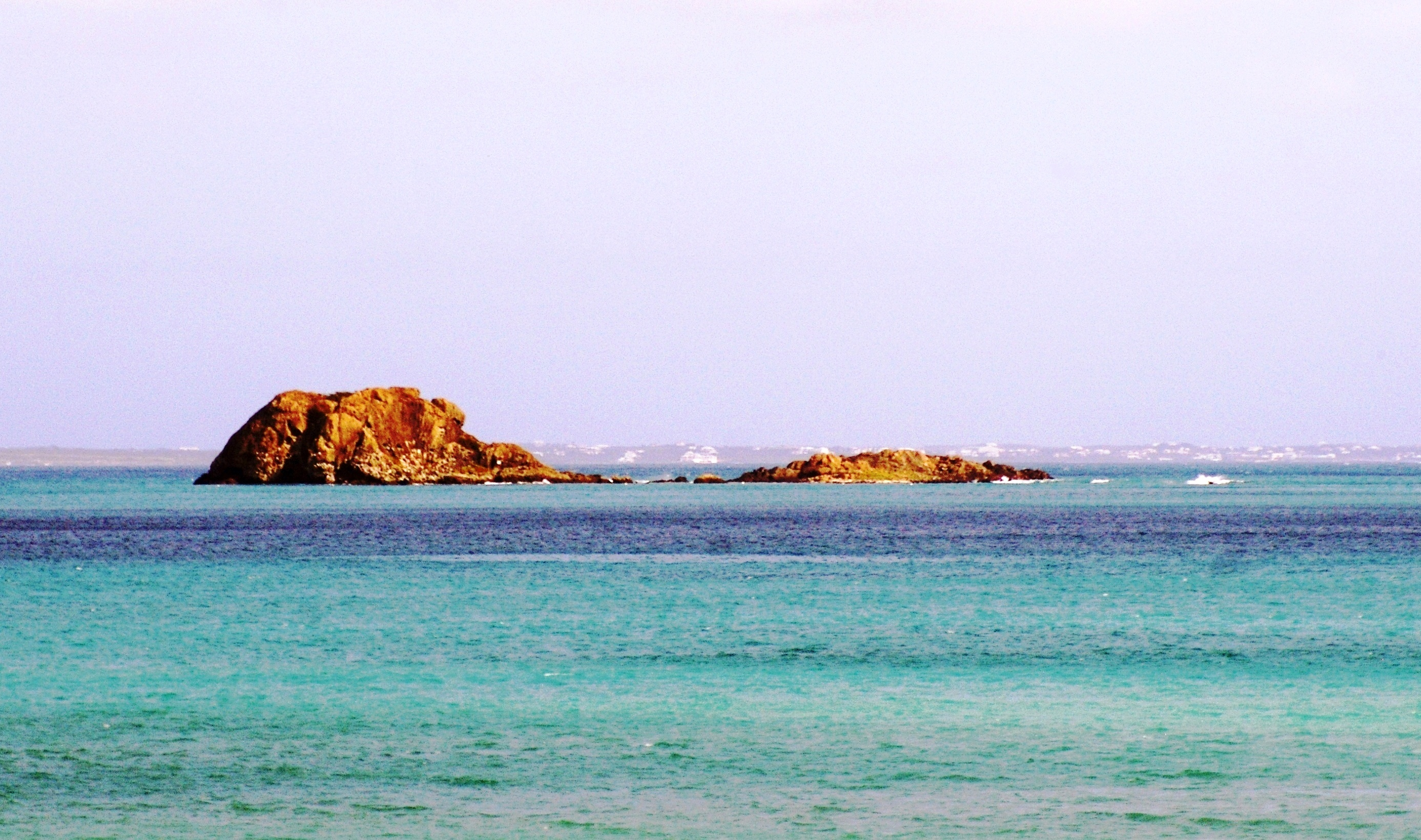
Rocher Créole.
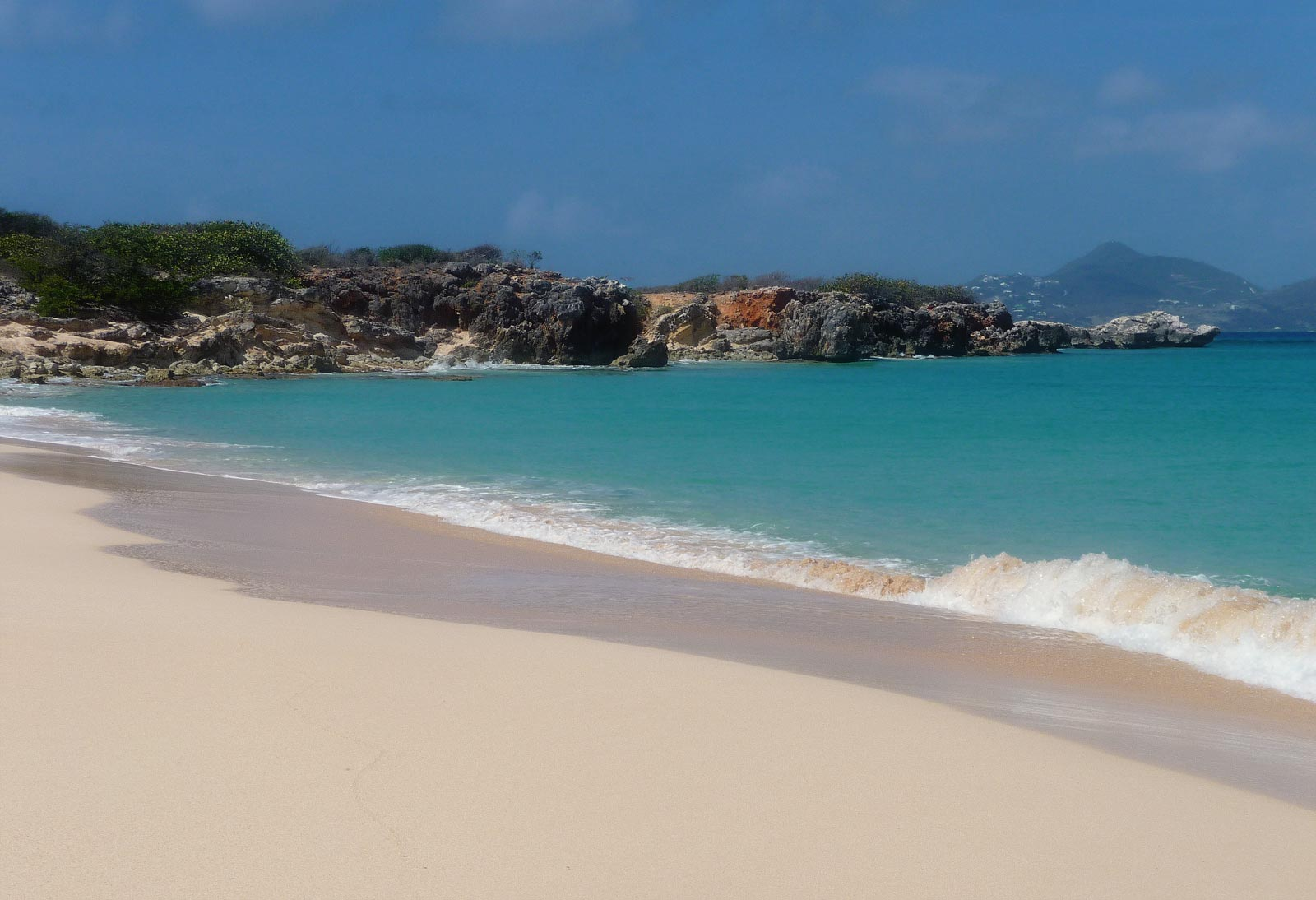
Île Tintamarre.

### Climat
Le climat de Saint-Martin est marqué par la présence dominante d'alizés chauds et humides de secteur est. On distingue deux saisons : hivernage ou saison des pluies de juin à décembre, saison sèche de janvier à mai. La température moyenne mensuelle est de 25,5 °C en février et 27,4 °C en août. La pluviosité annuelle est de 1 159,6 mm avec en moyenne 74,7 % d'humidité. L'île est également périodiquement sur la trajectoire d'ouragans comme Omar en 2008.

### Flore
La forêt littorale est caractérisée par des plantes de brousse comme l'Herbe pérenne (Mariscus planifolius), le Ti-baume blanc (Lantana involucrata) ou le Frangipanier blanc (Plumeria alba). Dans les secteurs les plus secs, on trouve l'Acacia bord de mer (Acacia tortuosa) et des cactées comme le Cactus cierge (Cephalocereus nobilis), les Raquettes (Opuntia dillenii) ou le Tête à l'anglais (Melocactus intortus).
La mangrove est caractérisée par la présence de 4 espèces de Palétuviers : le gris (Conocarpus erectus), le blanc (Laguncularia racemosa), le noir (Avicennia germinans) et le rouge (Rhizophora mangle).
Les herbiers de phanérogames sont de véritables prairies sous-marines avec 4 genres d'algues : Syringodium, Halophila, Thalassia, Halodule pour 5 espèces.
Les formations coralliennes regroupent essentiellement des Cnidaires en particulier des Scléractiniaires.

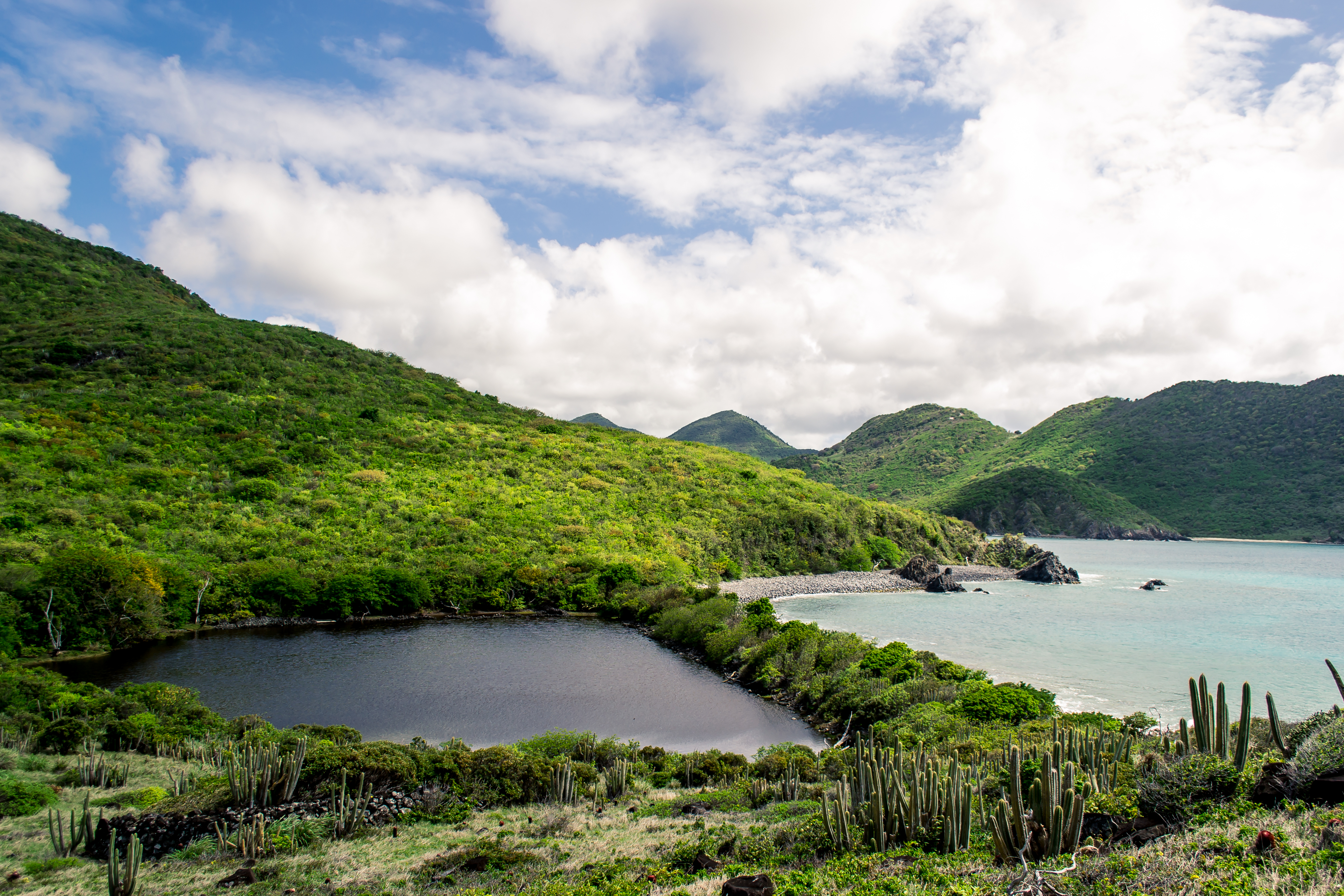
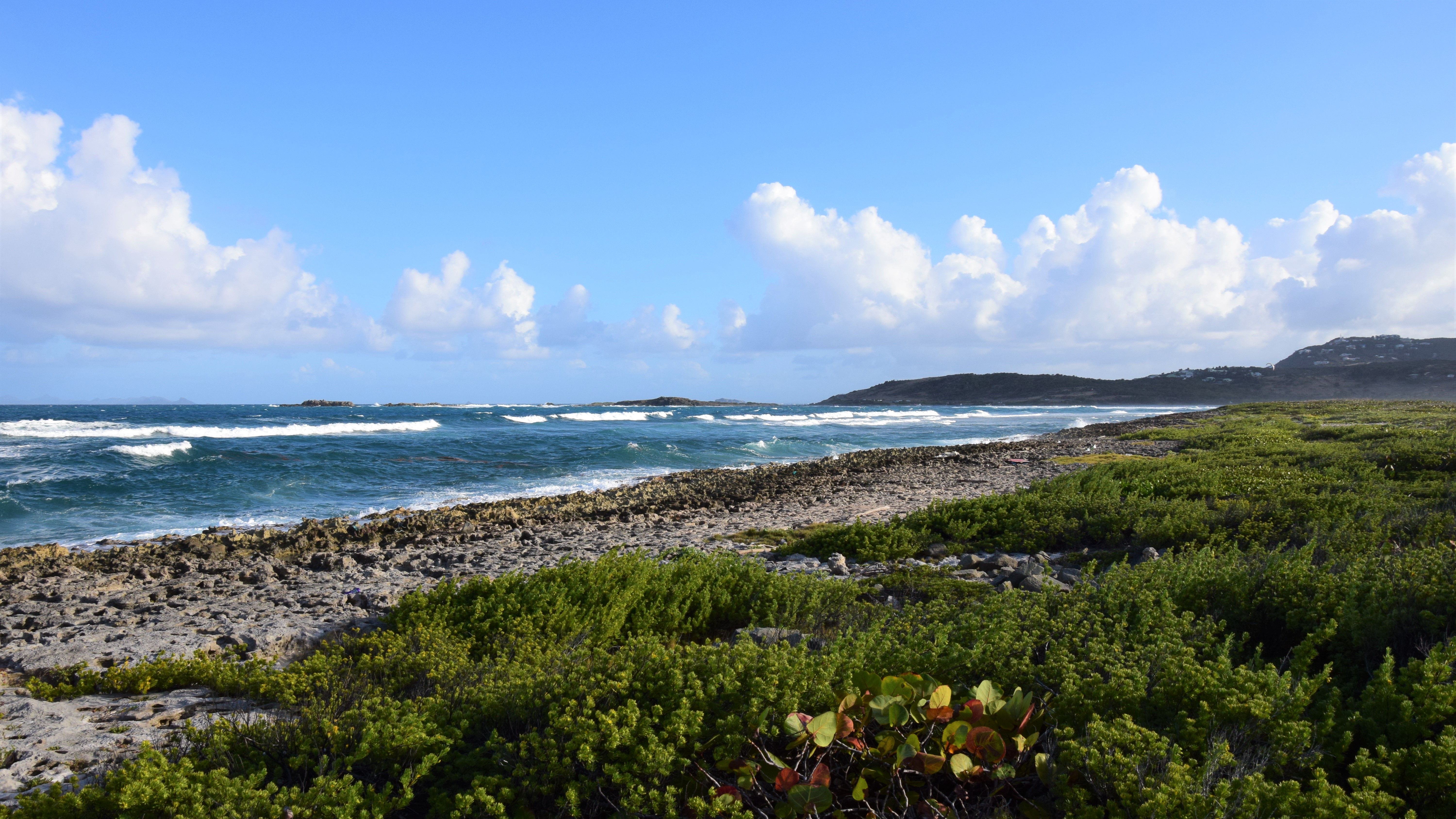
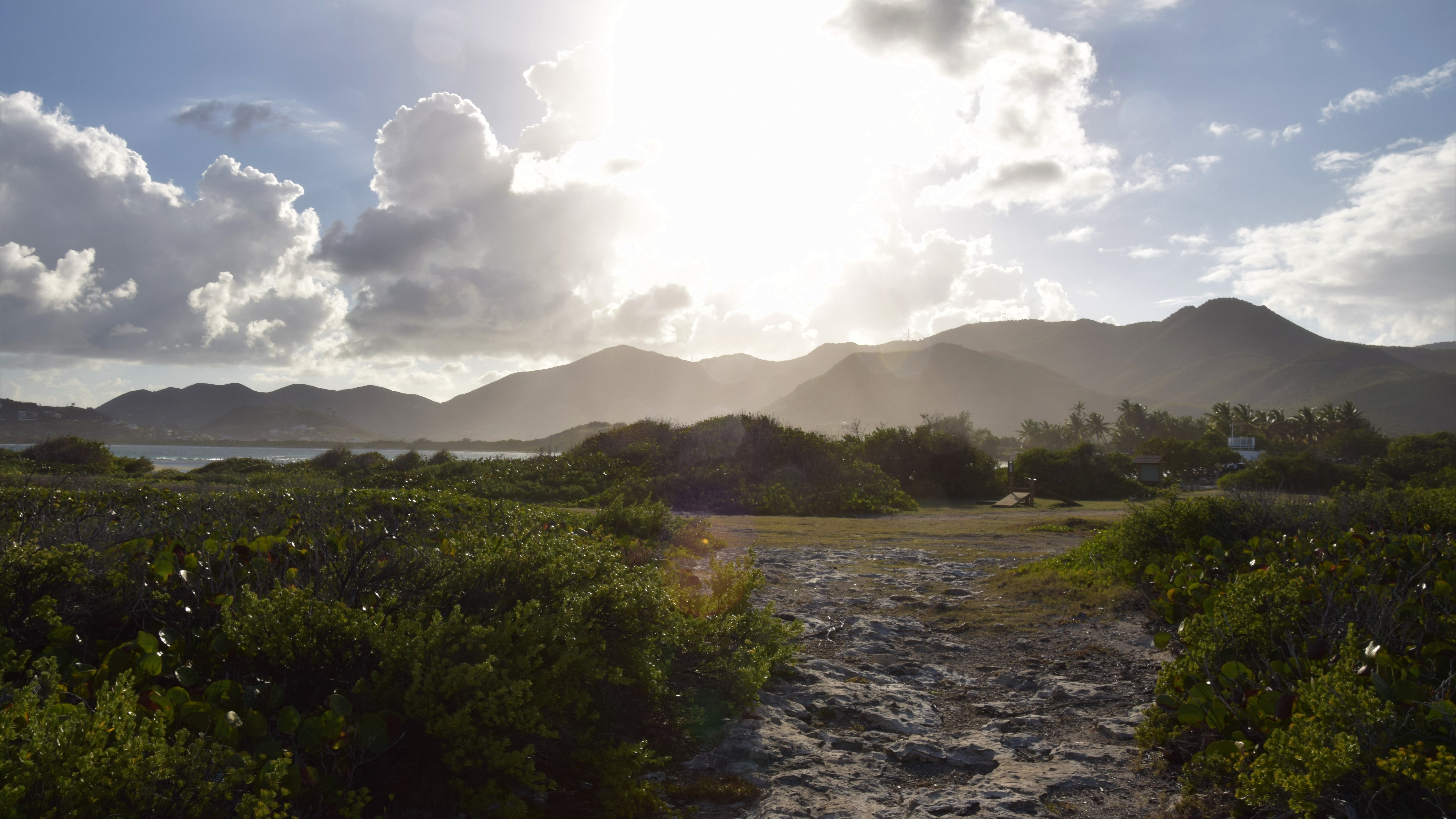

### Faune
Plus de 90 espèces d'oiseaux fréquentent la réserve naturelle. On trouve principalement des oiseaux marins comme le Grand paille-en-queue le Petit paille-en-queue, la Sterne bridée, le Noddi brun, le Puffin de l’Herminier et la Petite sterne. Les Pélicans utilisent le Rocher Créole comme zone de dortoir.
Les étangs abritent 85 espèces d'oiseaux dont 27 nicheuses. On peut rencontrer ainsi le Petit chevalier à pattes jaunes, le Bécasseau à échasse, le Pluvier semi-palmé ou l'Échasse d’Amérique.
Les mammifères marins de la Caraïbe recouvrent 33 espèces dont certaines peuvent être observées dans les eaux de la réserve naturelle : Grand dauphin, Baleine à bosse, Dauphin tacheté pantropical, Dauphin tacheté de l’Atlantique, Dauphin à long bec, Dauphin commun, Globicéphale tropical.
Les inventaires indiquent environ 160 espèces de Mollusques, 3 espèces de Crustacés dont la Langouste royale et la Langouste brésilienne, 8 espèces d'Echinodermes dont l'Oursin blanc, une centaine d'espèces de poissons, 3 espèces de tortues (Tortue imbriquée, Tortue verte et Tortue luth), 3 espèces d'amphibiens (Hylode de Johnstone, Hylode de la Martinique et Rainette de Cuba), dix espèces de reptiles terrestres dont 3 espèces d'iguanes (Iguane des Antilles, Iguane vert).

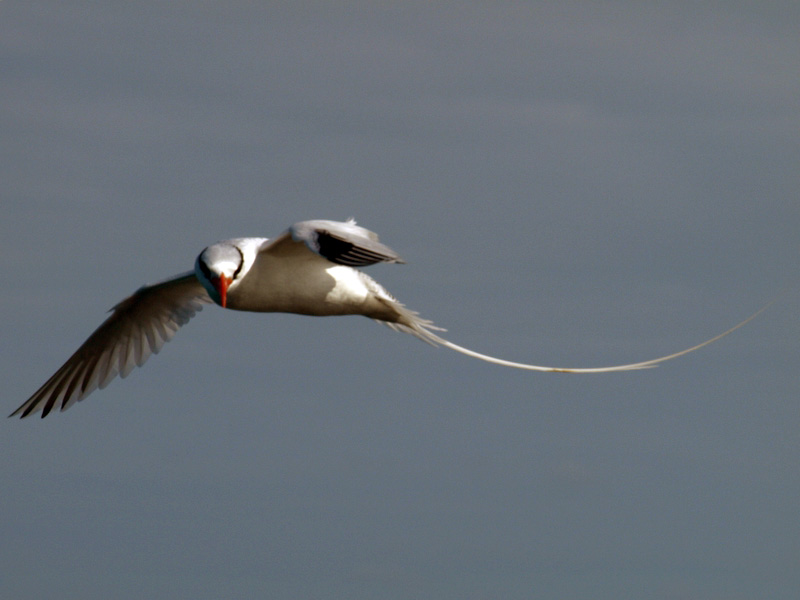
Grand paille-en-queue
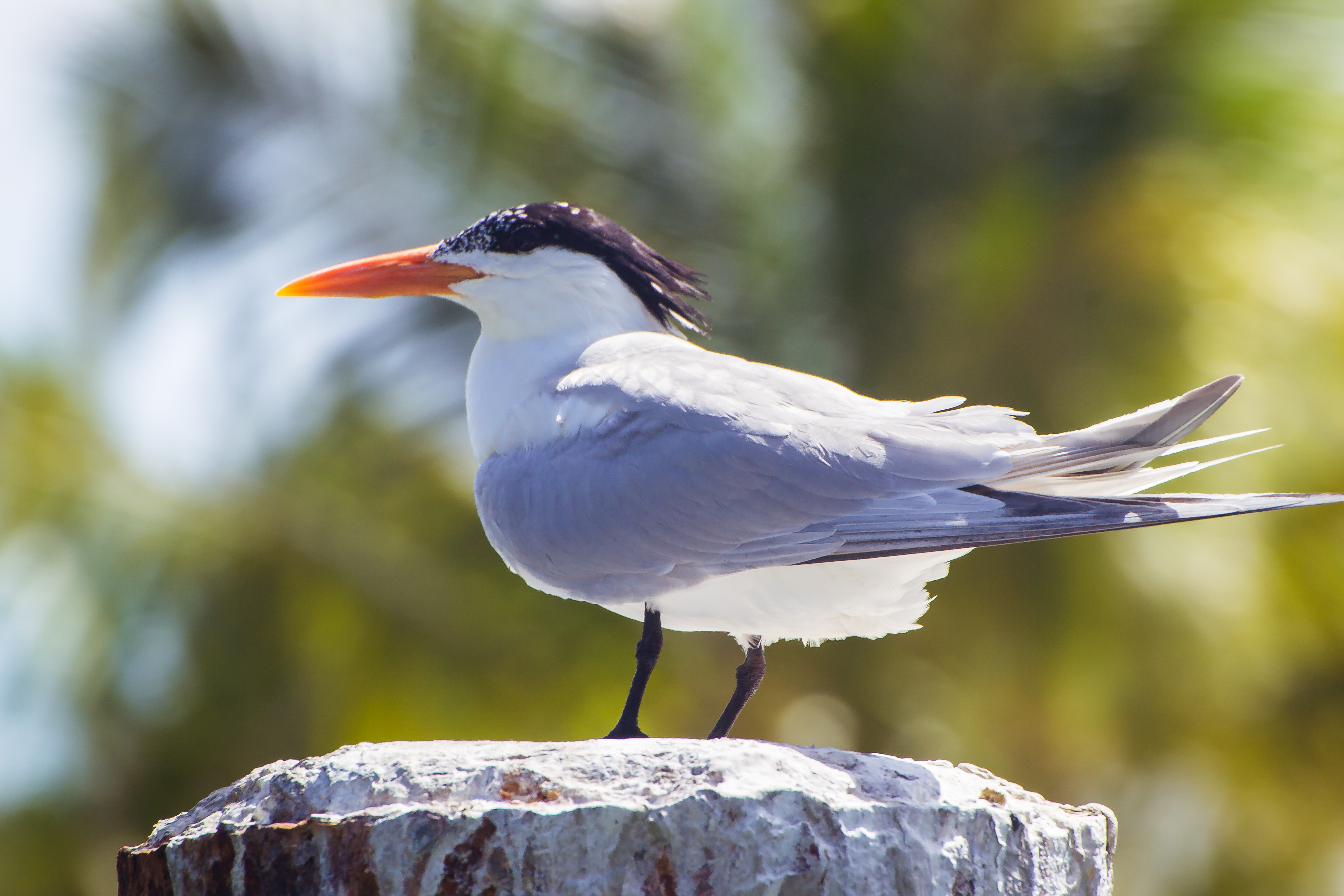
Sterne royale
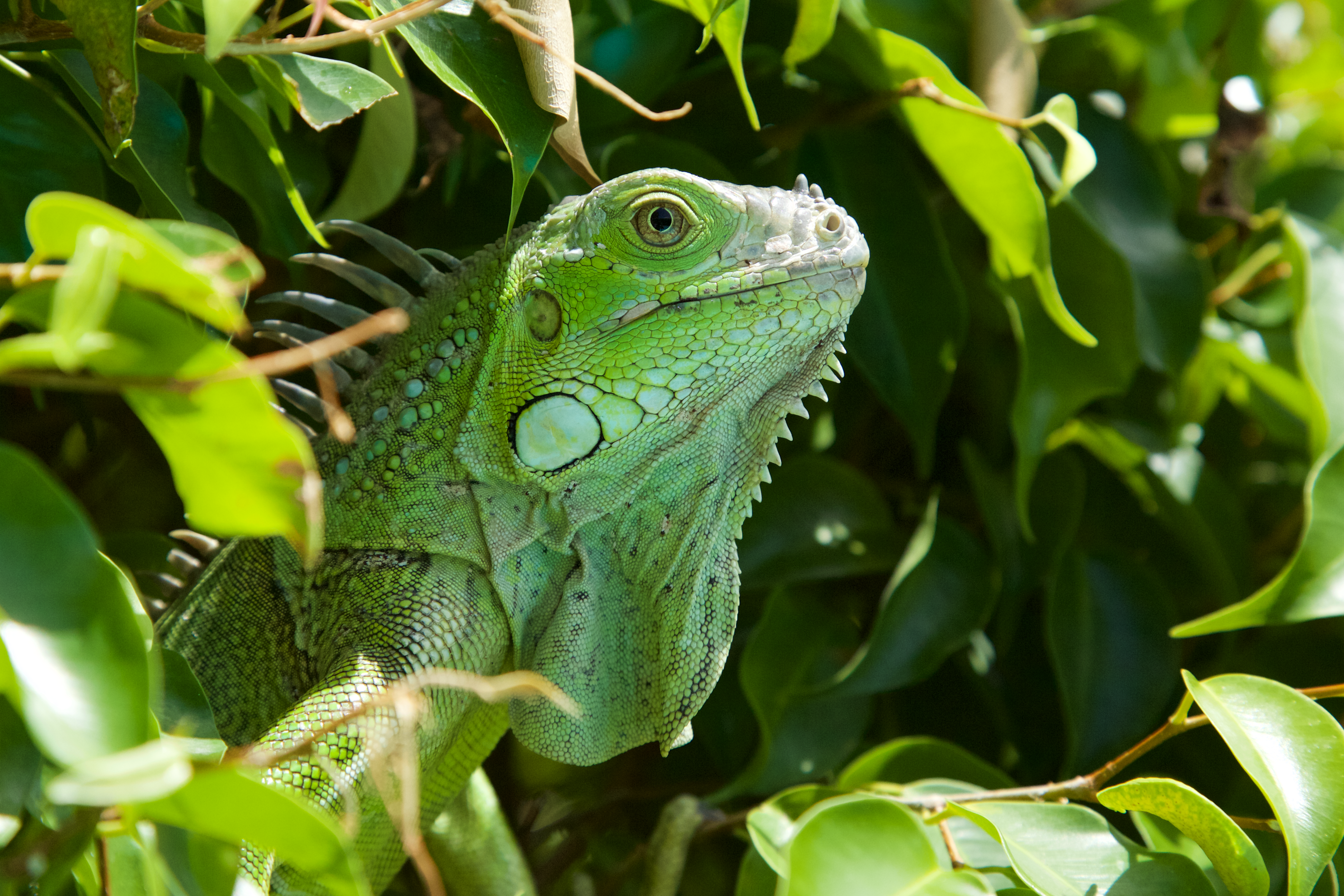
Iguane vert
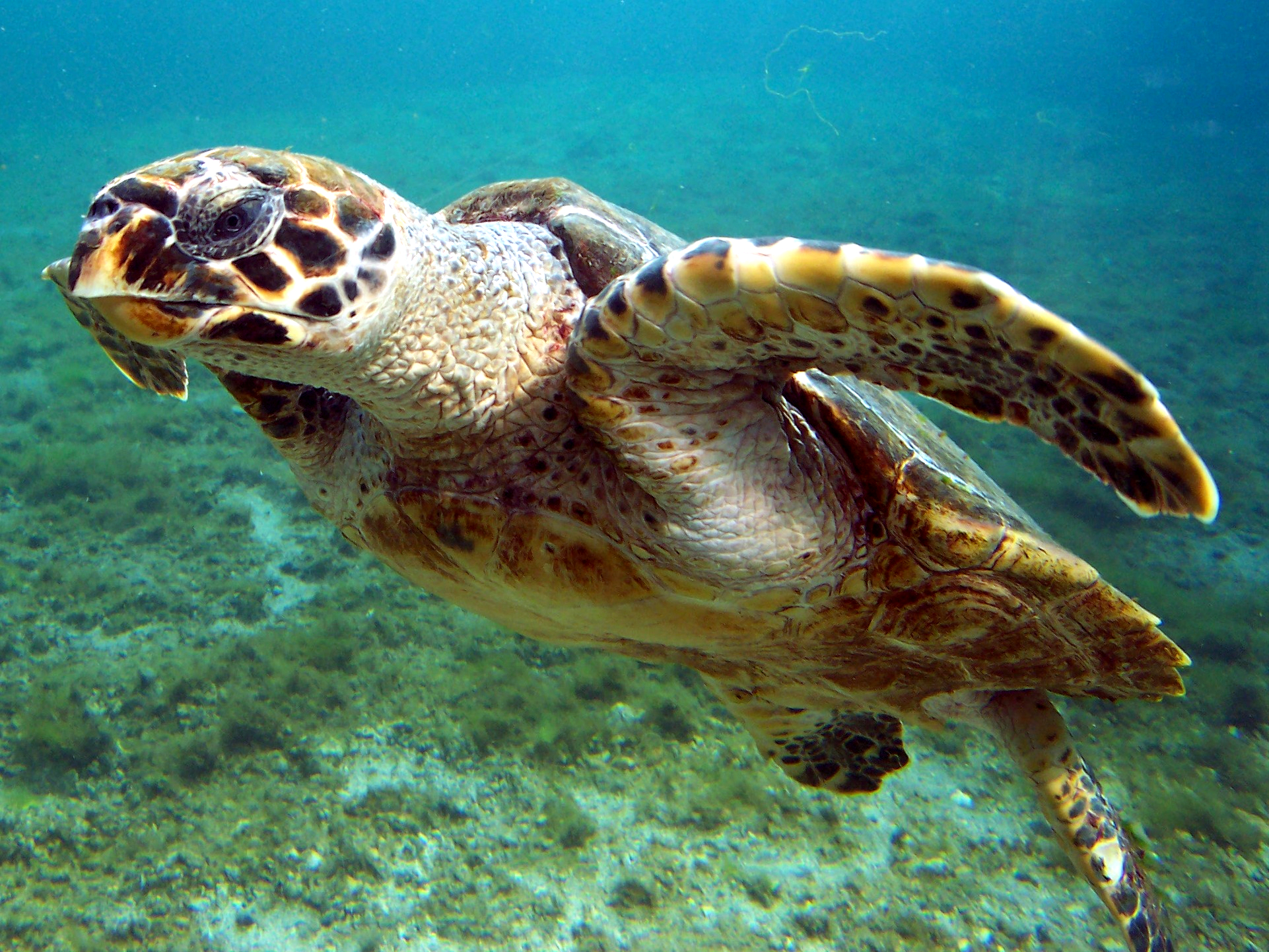
Tortue imbriquée

## Intérêt touristique et pédagogique
Quatre sentiers de découverte sont en place sur la réserve naturelle. Un observatoire aux baleines se trouve entre Oyster Pond et Quartier d'Orléans.

## Administration, plan de gestion, règlement
La réserve naturelle est gérée par l'Association de Gestion de la RN de Saint-Martin depuis le 29 juillet 1999. 

La réglementation de la réserve naturelle prend en compte la fréquentation liée au tourisme (plaisance, plongée sous-marine, charter, etc.).

### Outils et statut juridique
La réserve nationale a été créée par un décret du 3 septembre 1998.
Une partie du site fait également partie de la ZNIEFF « Ilets Pigeon, Ilets de Petite-Terre, Ilet Tintamarre ». L’îlet Tintamarre est par ailleurs une ZNIEFF de type 1 (no 0000 0011).

### Site Ramsar

Une partie de la Réserve naturelle nationale de Saint-Martin, 29,967 km2, est classée zone humide d'importance internationale au titre de la convention de Ramsar depuis le 27 octobre 2011 sous le titre de « Zones humides et marines de Saint-Martin ».